# Straßensystem in Malta

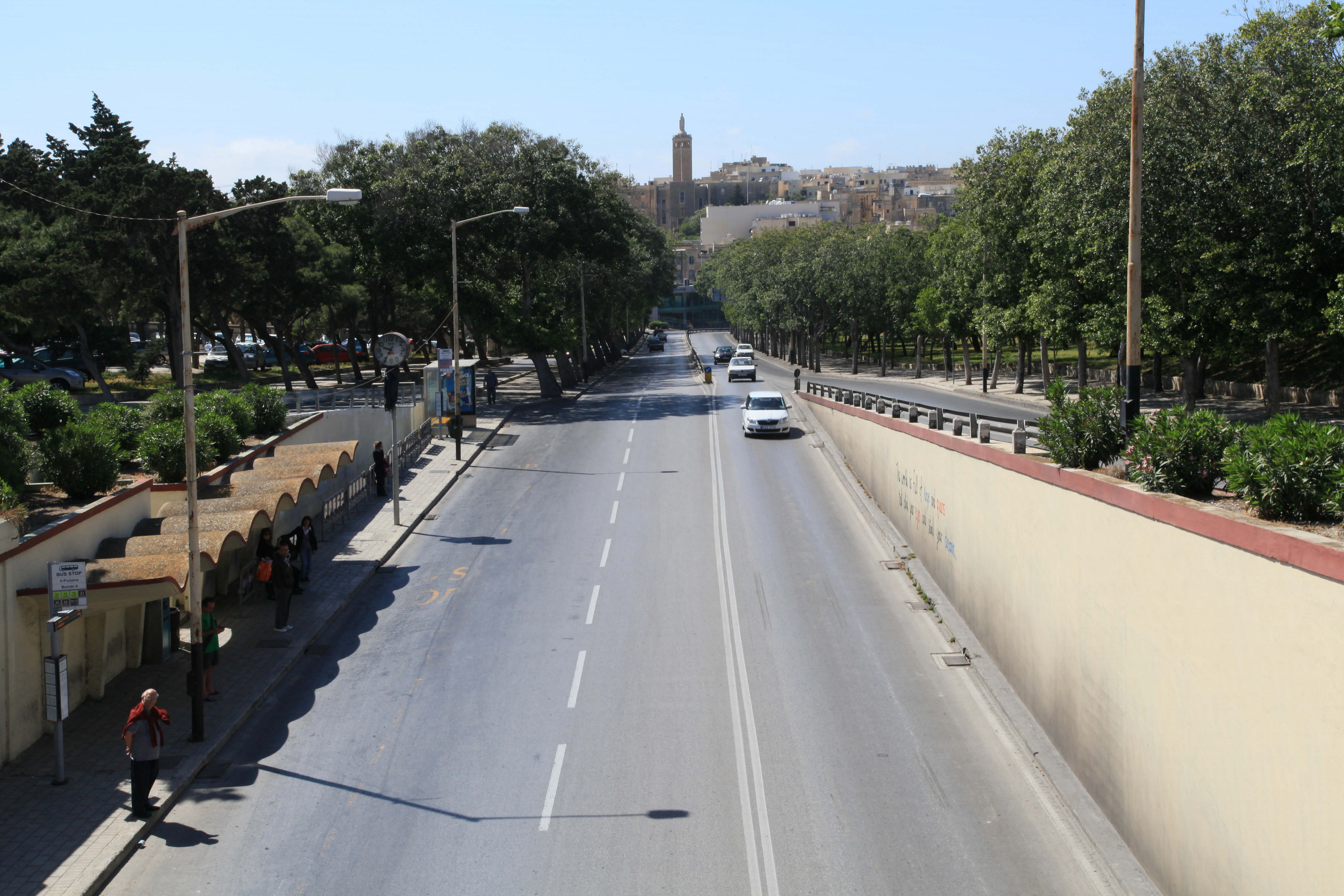
Linksverkehr, Ħamrun, Malta (2014)

Das Straßensystem in Malta unterscheidet zwischen Straßen, die innerorts und außerorts verlaufen. In Malta herrscht Linksverkehr.

## Kategorien

### Innerorts
Auf Malta gilt innerorts eine Geschwindigkeitsbegrenzung von 50 km/h.
In den Tunneln der mehrspurig ausgebauten Regional Road, die durch das Wohngebiet zwischen Birkirkara und Ħamrun führt, ist die Höchstgeschwindigkeit mit 45 km/h angegeben. Zur Einhaltung dieser sind am Straßenrand Anzeigen installiert.

### Außerorts
Auf Überlandstraßen gilt eine Geschwindigkeitsbegrenzung von 80 km/h. Insbesondere solche Straßen, die kleinere Ortschaften verbinden oder kaum genutzt werden, wie beispielsweise die Straße entlang der Dingli Cliffs, befinden sich oft in schlechtem Zustand, obwohl Reparatur- und Ausbaumaßnahmen angekündigt wurden.